# Marsdenia montana
Marsdenia montana är en oleanderväxtart som beskrevs av Gustaf Oskar Andersson Malme. Marsdenia montana ingår i släktet Marsdenia och familjen oleanderväxter. Inga underarter finns listade i Catalogue of Life.